# Kaukasiendeutsche

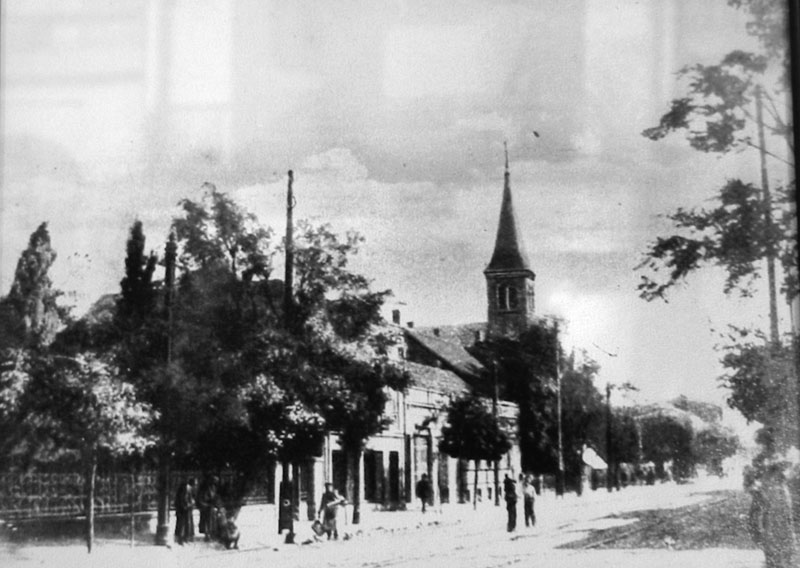
Neu-Tiflis, ein deutscher Stadtteil von Tiflis, 1900

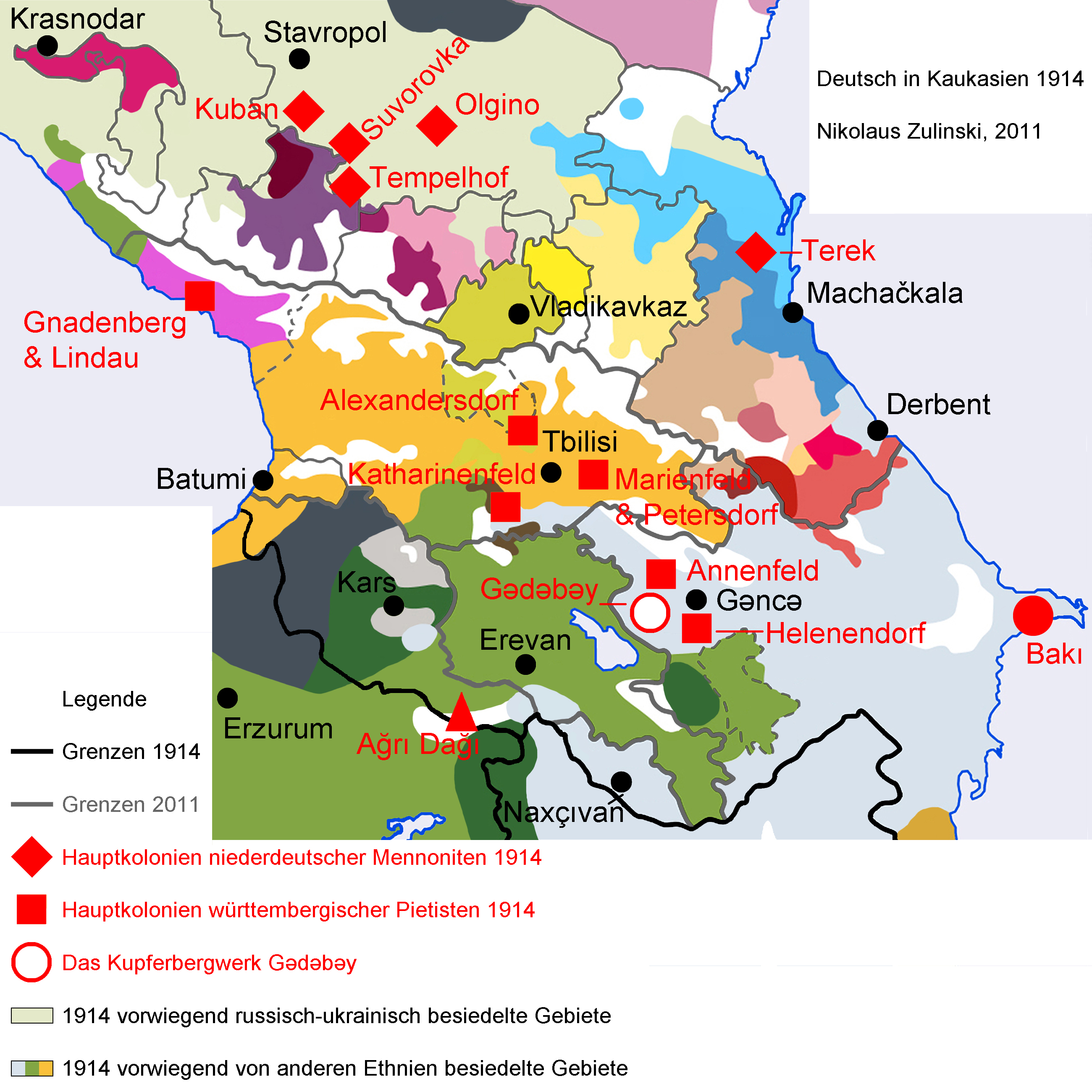
Deutsch in Kaukasien 1914

Kaukasiendeutsche waren deutschstämmige Einwohner des Russischen Reiches und der Sowjetunion, die in den Gebieten des Kaukasus siedelten.
Die Kaukasiendeutschen kamen meist in der ersten Hälfte des 19. Jahrhunderts ins Land. Es gab deutsche Kolonien im Nordkaukasus, Georgien, Aserbaidschan und Armenien. Die Siedlungen in Transkaukasien wurden stark von schwäbischen Auswanderern geprägt, im Nordkaukasus von Wolgadeutschen, die einen hessischen Dialekt sprachen. Ende des 19. Jahrhunderts ließen sich bayerische und württembergische chiliastisch geprägte Protestanten im Nordkaukasus nieder. Mit dem Ausbruch des Zweiten Weltkriegs wurden die Kaukasiendeutschen zum Ziel sowjetischer Massendeportationen nach Zentralasien, wodurch die meisten kaukasiendeutschen Gemeinden aufgelöst wurden.

## Siedler in Georgien
Nach Georgien wanderten zwischen 1817 und 1819 2.629 schwäbische radikale Pietisten ein (in der Literatur auch „Separatisten“ genannt, da sie sich von der Landeskirche abspalteten).  Sie hatten bei Zar Alexander I. um eine Genehmigung zur Ansiedlung nachgesucht. Sie wurde im Mai 1817 erteilt. Der erste Siedlertross traf im Dezember des gleichen Jahres in Georgien ein.
Etwa 500 Großfamilien gründeten 1818 nahe Tiflis, unterstützt von der russischen Regierung, acht Kolonien. In der Umgangssprache hießen sie bald die „Schwabendörfer“. Der größte Ort war Katharinenfeld, heute Bolnissi, wo zunächst 95 Familien, später 116 Familien lebten. Der Name sollte die württembergische Königin Katharina, die Schwester von Zar Alexander I. ehren. Im Ort gab es fünf Fußballmannschaften, eine deutsche Zeitung, eine Grundschule, eine lutherische Kirche mit Chor, einen Jägerverein, eine Theatergruppe und einen Stadtpark. Marienfeld, heute Sartitschala, Elisabethtal, heute Asureti, Alexandersdorf, heute Didube und Petersdorf machten wegen ihrer schnurgeraden, gepflasterten Straßen von sich reden. Von diesen ersten Kolonien spalteten sich später weitere Siedlungen ab, wie Freudenthal (1842) und Alexanderhilf (1857).
Auch in Tiflis siedelten sich deutsche Kolonisten an. Sie bauten den deutschen Stadtteil Neutiflis und arbeiteten als Handwerker, Kaufleute und Hoteliers. Es entstanden ein deutsches Gymnasium und eine evangelisch-lutherische Kirche. In Abchasien entstanden die Siedlungen Neudorf, Lindau und Gnadenberg bei Sochumi. 1918 gab es in Georgien mehr als 20 von Kaukasiendeutschen gegründete Dörfer.

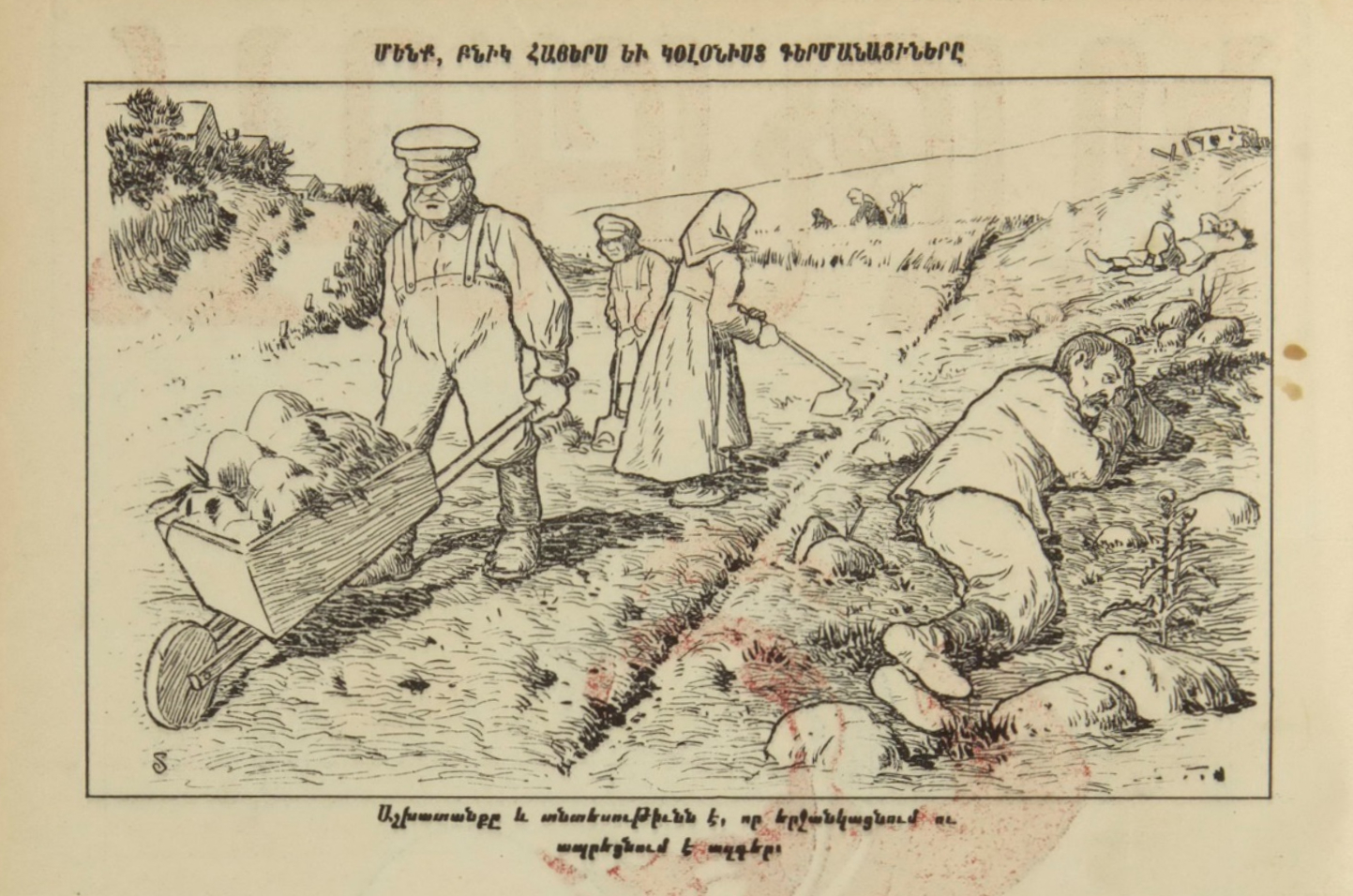
Aus der armenischen Satirezeitschrift Khatabala (1907, Nr. 43/71) eine Karikatur zur Wahrnehmung der deutschen Kolonisten mit der Überschrift: „Wir, die einheimischen Armenier und die deutschen Kolonisten“

Der deutschbaltische Forscher Friedrich Parrot berichtete von seiner Expedition zum Berg Ararat 1829, dass er auf dem Basar von Jerewan württembergische Siedler getroffen habe: „In der Geschwindigkeit wurden auch […] morgenländische[] Kleinigkeiten […] eingekauft, und eben wollten wir uns entfernen, als, recht um uns den Kontrast dieses morgenländischen Treibens mit europäischem Wesen recht lebhaft vor die Augen zu führen, zwei württembergische Frauen mit fünf Kindern über den Basar dahinritten und in echt schwäbischem Dialekt untereinander sprachen, ohne ihrerseits gleichfalls zu ahnen, daß in diesem Gewühle von Menschen ein für ihre Sprache empfängliches Ohr sich befinden könnte.“ Er zählte ihre Siedlungen auf und besuchte selbst Katharinenfeld und Elisabethtal bei Tiflis: „Diese Niederlassungen geben sich in ihrem ganzen Erscheinen nach Bauart, Landeskultur, Fuhrwerk, Gerätschaften, nach Lebensweise, Kleidung und Sprache auf den ersten Blick als deutsche Niederlassungen kund und kontrastieren daher auf eine ihnen sehr vorteilhafte Weise mit den Wohnsitzen der Eingeborenen, besonders wenn man eine längere Zeit bloß unter diesen letzteren gelebt hat, wie es bei mir der Fall war. […] Endlich, nach fünfstündigem Ritt, erblickte ich hoch auf dem linken Ufer des Flusses [d.h. des Chrami], unverkennbar an den regelmäßig gebauten, weißen Häusern mit ordentlichen Fenstern, Türen und Schornsteinen die deutsche Kolonie; freudig ritt ich heran, es war Katharinenfeld.“
Von 1906 bis 1922 verlegte Kurt von Kutschenbach in Tiflis die deutschsprachige Wochenzeitung Kaukasische Post, die sich die „einzige deutsche Zeitung im Kaukasus“ nannte. Chefredakteur war der Schriftsteller und Journalist Arthur Leist.

## Siedler in Aserbaidschan
Die erste deutsche Kolonie in Aserbaidschan war 1818 Alt Katharinenfeld (wurde 1819 wieder aufgegeben), eine weitere kurz darauf auf der anderen Seite des Flusses Schamchor in Annenfeld. Helenendorf, das heutige Göygöl, wurde 1819 von 194 schwäbischen Familien gegründet. Sie kamen über den Nordkaukasus und Tiflis nach Aserbaidschan. Helenendorf wurde zur größten deutschen Siedlung in Aserbaidschan. 1857 wurde dort die erste evangelisch-lutherische Kirche im Land errichtet.
Zwischen 1888 und 1914 entstanden sechs weitere deutsche Gemeinden: Georgsfeld (1888), Alexejewka (1902), Grünfeld sowie Eichenfeld (1906), Traubenfeld (1912) und Jelisawetinka (1914).  In den 1920er Jahren kamen die deutschen Dörfer Marxowka und Kirowka hinzu. Ihre Gründer stammten aus den Ursprungsgemeinden um Helenendorf und Annenfeld. In den 1920er Jahren gab es mehrere deutschsprachige, kommunistische Zeitungen, die auch staatliche Unterstützung erfuhren, darunter etwa Lenins Weg und Bauer und Arbeiter.
Der deutsche Konsul in Konstantinopel schätzte die Anzahl der in Aserbaidschan lebenden deutschen Kolonisten 1918 auf rund 6.000 Menschen. Sie machten die fruchtbare Vorgebirgssteppe urbar. Ab 1860 konzentrierten sie sich auf den Weinbau. Ende des 19. Jahrhunderts wurde 58 % des Weins im Gouvernement Elisabethpol von den Gebr. Vohrer und den Gebr. Hummel aus Helenendorf hergestellt.

## Siedler im Nordkaukasus

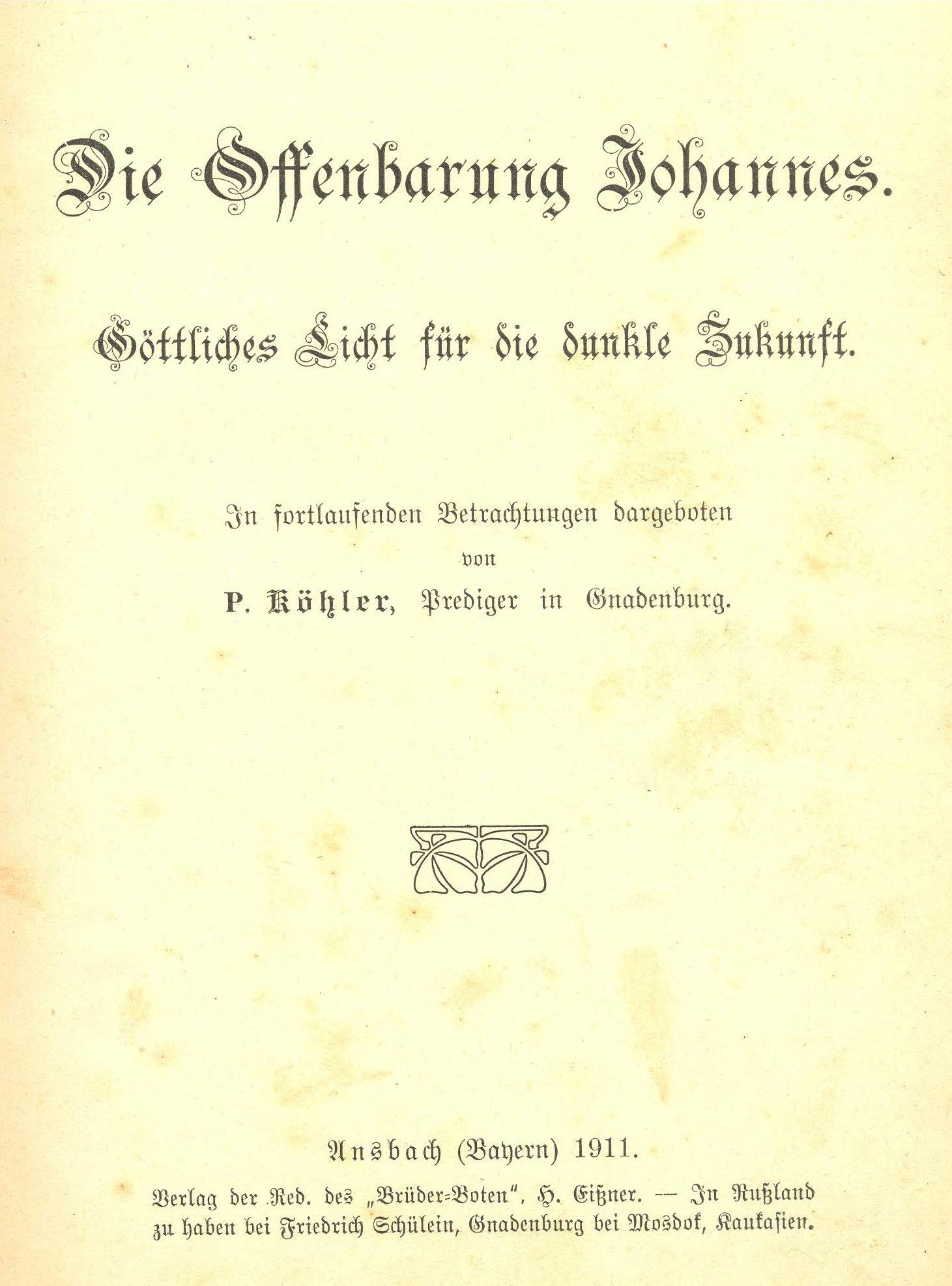
Die spezifisch endzeitliche Frömmigkeit der Gnadenburger verkörpert diese Auslegung der Johannesoffenbarung durch Pastor Köhler von 1911

Bereits 1880 siedelten sich die ersten 17 deutschen Familien an einem Ort an, der als Gnadenburg bekannt wurde. Sie kamen zumeist aus dem bayerischen Mittelfranken sowie aus Württemberg. Mit dem vertraglichen Kauf des Bodens am 15. Mai 1881 wurde Gnadenburg offiziell gegründet. Organisator der Ortsgründung war der bayerische lutherische Pfarrer Samuel Gottfried Christoph Cloeter (1823–1894), der von 1861 bis 1880 in Illenschwang tätig war, einem Dorf im damaligen Bezirk Dinkelsbühl. Er prägte den Namen Gnadenburg, weil die Gnade Gottes wie eine sichere Burg sei. Er pflegte eine dezidiert endzeitliche und chiliastische Frömmigkeit, die mit dem baldigen Auftreten der widergöttlichen Macht des Antichristen rechnete. Dabei vertrat er die Lesart, die bereits im ausgehenden 18. und beginnenden 19. Jahrhundert separatistische pietistische Kreise bewogen hatte, in den Kaukasus auszuwandern: Nur in Russland könne man sich demnach der Herrschaft des Antichristen entziehen. Hergeleitet wurde diese Auffassung aus einer spezifischen Interpretation bestimmter Bibelstellen wie z. B. Hesekiel 38, wo es in Vers 3 heißt: „So spricht Gott der HERR: Siehe, ich will an dich, Gog, der du der oberste Fürst bist von Meschech und Tubal!“ Meschech und Tubal wurden als Moskau und Tobolsk und damit als pars pro toto für Russland gedeutet. Mit dieser Lehre war es Cloeter gelungen, fromme Familien im fränkisch-schwäbischen Umland seiner Illenschwanger Kirchengemeinde zur Emigration zu bewegen.
1882 lebten in der Kolonie Gnadenburg bereits 52 Familien. Cloeter und seine Anhänger betrachteten die deutschen evangelischen Staatskirchen sehr kritisch und schwankten zwischen einem völligen Rückzug aus der Volkskirche und einer gemäßigten innerkirchlichen Distanz, wie sie z. B. in der Gemeinschaftsbewegung praktiziert wurde. So orientierten sich die Siedler in Gnadenburg zunächst an einem eher freikirchlichen Gemeindewesen analog der Herrnhuter Brüdergemeine, näherten sich aber im Laufe der Jahrzehnte mehr und mehr der lutherischen Kirche wieder an. 1933 traten die Gnadenburger Protestanten offiziell der Lutherischen Kirche Russlands bei.
Ab 1892 erhielt Gnadenburg verschiedene kirchliche Gebäude und Einrichtungen: eine Kirche mit Glockenturm, ein Schulhaus und einen Kindergarten sowie ein Pfarrhaus. Die Siedler lebten von Getreide- und Weinanbau sowie von Handwerk und Handel.
1941 lebten etwa 900 Einwohner in 159 Familien im Dorf. Ende des Jahres 1941 wurde die gesamte deutsche Bevölkerung Gnadenburgs nach Kasachstan deportiert und der Ort in Winogradnoje (= Weingartendorf) umbenannt. Es siedelten sich Osseten und Russen an.

## Umbrüche und Verfolgungen

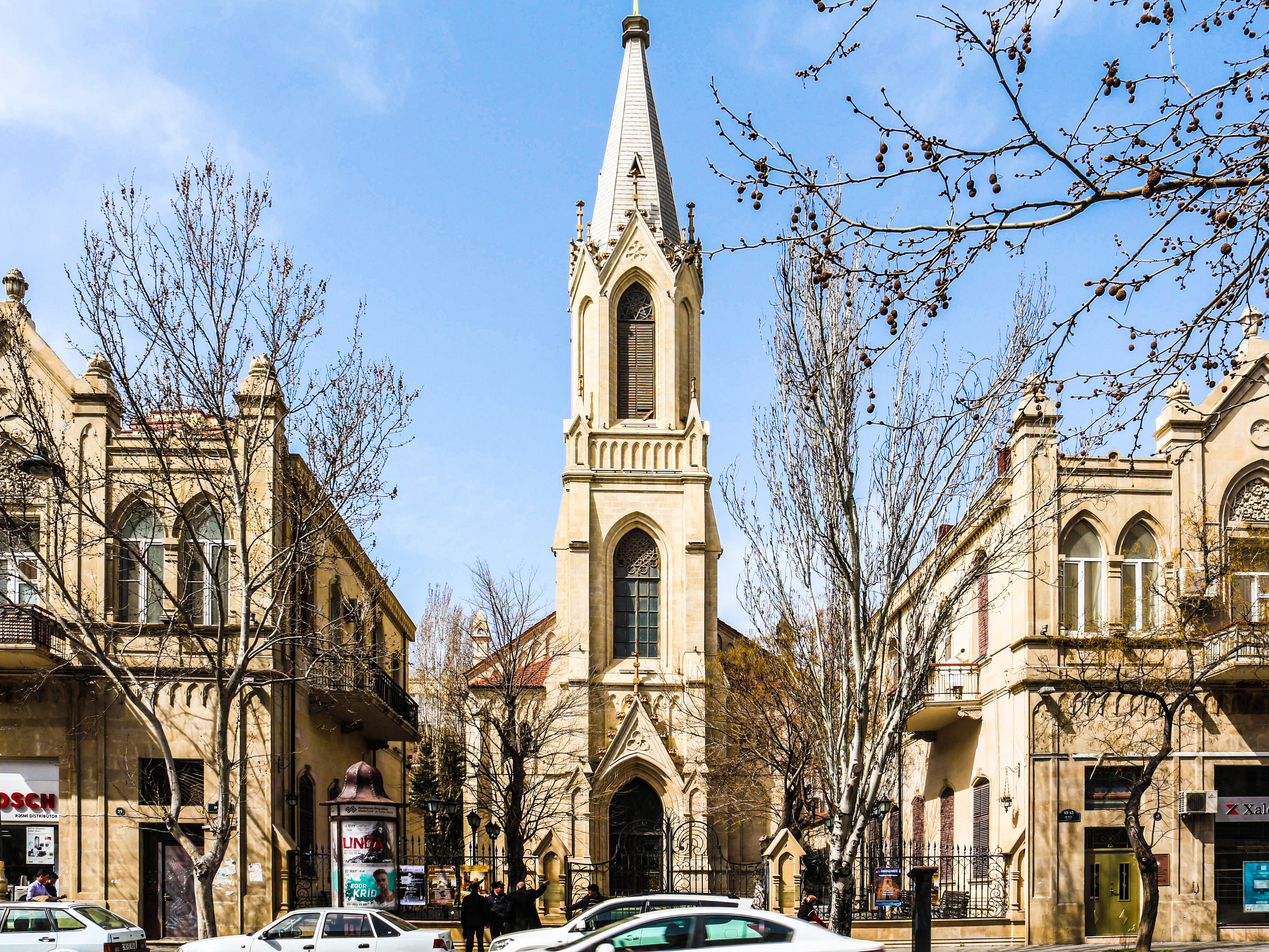
Deutsche Kirche in Baku

Wie das gesamte russische Grenzgebiet waren auch die Kolonien vom Krieg mit Persien 1826–1828 betroffen. Viele der Kolonien wurden 1826 von marodierenden Kurden überfallen, welche Parrot zufolge von den 85 Familien Katharinenfelds 30 Menschen töteten und 130 verschleppten. Bei Parrots Besuch 1829 fehlte davon immer noch die Hälfte. Er begegnete Frauen, die aus der vergleichsweise milden Gefangenschaft bei einem „tatarischen Häuptling“ zurückkehrten, wo sie zur Annahme des Islam gedrängt worden waren. Ferner berichtet der Naturforscher von einem Fall, bei dem ein Mann einen Brief seiner verschleppten Frau erhielt, in dem diese ihre Heirat mit einem persischen Geistlichen erklärte und ihn von seinen Eheverpflichtungen freisprach.
Nach der Bildung unabhängiger Republiken im Südkaukasus nach 1917 schlossen sich die deutschen Kolonisten zum Transkaukasischen Deutschen Nationalrat mit Sitz in Tiflis zusammen. Nach der Okkupation Georgiens und Aserbaidschans durch die Sowjetunion 1921 wurde Katharinenfeld in Luxemburg, 1944 in Bolnissi umbenannt. Marienfeld wurde zu Sartischala, Elisabethtal zu Asureti und Helenendorf zu Xanlar. Alexandersdorf wurde von Tiflis eingemeindet.
In den 1930er Jahren waren die deutschen Kolonisten im Kaukasus in besonderem Maße politischen Verfolgungen ausgesetzt. 1935 wurden 600 Deutsche aus Aserbaidschan nach Karelien deportiert. Im georgischen Luxemburg wurden 352 Einwohner verhaftet, verschleppt oder ermordet.
1941 lebten in Georgien über 24.000 deutsche Kolonisten, in Aserbaidschan mehr als 23.000. Im gleichen Jahr siedelte Stalin alle Kaukasiendeutschen, die nicht mit Einheimischen verheiratet waren, innerhalb weniger Monate nach Kasachstan und Sibirien um. Grundlage war eine Verordnung des Staatlichen Verteidigungskomitees „Über die Aussiedlung der Deutschen, die das Gebiet der Georgischen, Armenischen und Aserbaidschanischen Sowjetrepubliken bewohnen“ vom 8. Oktober 1941. Über 45.000 Kaukasiendeutsche wurden zwischen dem 15. Oktober und 12. November 1941 deportiert. Die Häuser der deutschen Siedler wurden an Migranten aus anderen Regionen Transkaukasiens vergeben. Die evangelisch-lutherische Kirche in Tiflis wurde 1946 und 1947 von deutschen Kriegsgefangenen abgerissen.

## Gegenwart
Nur wenige Kaukasiendeutsche kehrten in der Nachkriegszeit in den Kaukasus zurück. Bis 1955 war es ihnen verboten, Zentralasien und Sibirien zu verlassen. 1979 durften 2.053 Deutsche nach Georgien zurückkehren. 2002 lebten in Bolnissi noch etwa 30 ältere Frauen, die von Deutschen abstammten. Es gibt dort ein deutsches Gemeindehaus. Auf dem unter Stalin eingeebneten deutschen Friedhof der Stadt steht heute ein Denkmal, das an die Kolonisten in Georgien erinnert.
1991 wurde in Tiflis der Verein Einung – Assoziation der Deutschen in Georgien gegründet. 2000 hatte er rund 2.000 Mitglieder. In jüngster Zeit interessieren sich vermehrt auch Jugendliche wieder für ihre deutschen Vorfahren und deren Kultur. Oftmals ist dies eng verbunden mit dem protestantischen Glauben, so dass sich die Evangelisch-Lutherische Kirche in Georgien in ihrer Jugendarbeit intensiv um diese jungen Leute bemüht.

## Siehe auch

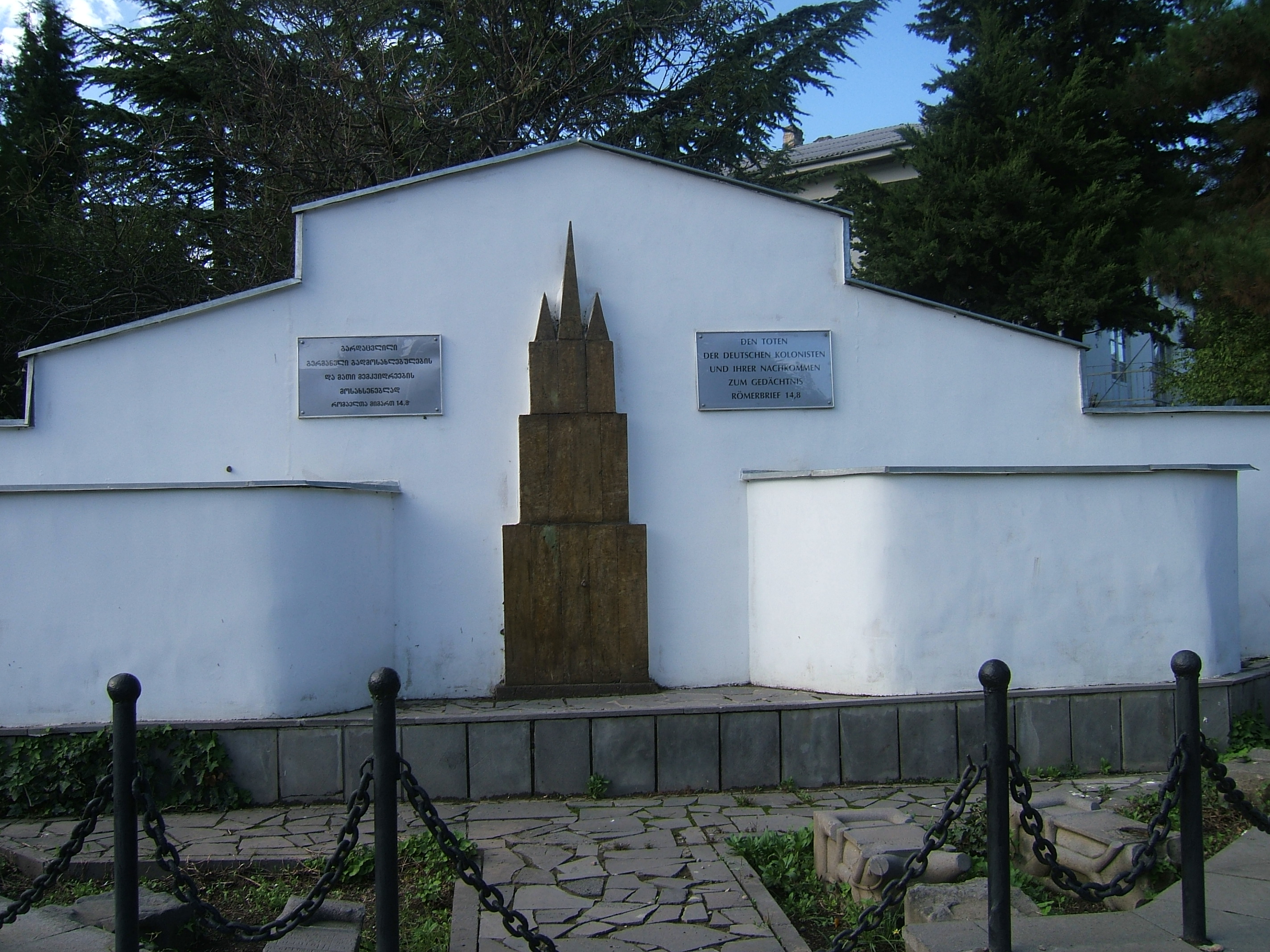
Vertriebenendenkmal in Bolnissi